# Carrie Nuttall
Carrie Nuttall (11 novembre 1963) è una fotografa statunitense che lavora nell'industria musicale ed è specializzata nelle foto in bianco e nero.
È stata sposata con Neil Peart, batterista del trio canadese Rush, dal 2000 al 2020, anno della morte del marito.